# 류관 (문간공)
류관(柳寬, 1346년 ~ 1433년)은 고려 말 조선 초의 문신이다. 본관은 문화(文化)이며 초명은 류관(柳觀), 자는 몽사(夢思), 경부(敬夫), 호는 하정(夏亭)이다. 류공권(柳公權)의 6대손이며, 류안택(柳安澤)의 차남이다. 류사눌(柳思訥)의 숙부이기도 하다. 1394년 태조3년에 논무악정도소(한양천도소)를 올려 오늘날 서울을 정도로 정한 인물이다

## 생애
1371년(공민왕 20년)에 과거에 급제해 고려 말 비서성 교감(秘書省 校勘), 상서성 주부(尙書省 主簿), 춘추관 검열(春秋館 檢閱), 예문관 공봉(藝文館 供奉), 북부령(北部令) 겸 진덕박사(進德博士), 예의랑(禮儀郞), 판도사 좌랑(判圖司 佐郞), 시 전보도감 판관(試典寶都監 判官), 전의시승(典儀寺丞), 예의정랑(禮儀正郞), 전리정랑(典理正郞), 소부 소윤(少府少尹), 전교부령(典校副令), 봉산군수(鳳山郡守), 성균관 사예(成均館 司藝) 전농부정(典農副正) 겸 성균관 직강(成均館直講), 전농정(典農正) 겸 경력사 경력(經歷司 經歷)등을 지냈다. 조선 개국 후 개국원종공신(開國原從功臣)이 되어 내사사인(內史舍人), 병조의랑(兵曹議郞), 세자우필선(世子右弼善), 사헌부 중승(司憲府 中丞), 판교서(判校書), 성균관 대사성(成均館 大司成), 세자우보덕(世子右輔德) 겸 예문춘추관 편수관(藝文春秋館 編修官), 좌산기상시(左散騎常侍), 보문각 직제학(寶文閣 直提學), 형조전서(刑曹典書) 겸 보문각 직제학(寶文閣 直提學) 경연청 시강관(經筵廳 侍講官), 이조전서(吏曹典書), 집현전 직학사(集賢殿 直學士), 경연 시강관(經筵侍講官), 중추원부사(中樞院副使), 도평의사사(都評議使司), 보문각 학사(寶文閣學士), 지경연사(知經筵事), 조례상정도감 판사(條例詳定都監 判事), 강원도 도관찰출척사(道觀察黜陟使), 사헌부 대사헌(司憲府 大司憲), 승녕부 윤(承寧府 尹), 계림부윤(鷄林府 尹) 종묘사직(宗廟社稷) 불상고(不上告)로 문화현(文化縣) 유배(流配) 성균관(成均館) 생도(生徒) 교훈(敎訓), 전라도 도관찰사(都觀察使), 예문관 대제학(藝文館 大提學) 지경연(知經筵), 춘추관사(春秋館事), 세자좌부빈객(世子左副賓客), 판공안부사(判恭安府事) 1406년 공안부 판사로 정조사(正朝使)가 되어 명(明)나라에 다녀왔으며, 세자좌우부빈객(世子左右副賓客), 형조판서(刑曹判書), 개성유후사 유후(開城留後司 留後), 병서습득제조(兵書習得提調), 사헌부 대사헌, 변정도감 제조(辨正都監 提調), 보문각 제학(寶文閣 提學) 겸 판전사시사(判典祀寺事), 의정부 참찬(議政府 叅贊), 검교의정부 찬성(檢校議政府 贊成), 검교 판좌군도총제부사(檢校判左軍都總制府使), 세자좌빈갹(世子左賓客), 판중군도총제부사(判中軍都總制府使), 집현전 대제학(集賢殿 大提學), 의정부 찬성사(議政府 贊成事), 의정부 우의정(議政府 右議政)을 지냈다. 예문관 대제학과 춘추관지사로 1409년 8월 28일부터 1413년 3월 22일까지 《태조실록》 편찬에 참여하였으며 1419년 9월 20일부터 1424년 8월 11일까지 《고려사》를 수정(修正)하였다. 1424년(세종 6년) 우의정이 되고 그 이듬해 사직하였으나 받아들여지지 않았다. 1426년 우의정으로 치사(致仕)하였다. 조정에서 물러난 후에는 후학을 양성하는데 힘썼다.
오늘날 수도 서울천도론을 상소한 한양 천도상소문, 논무악 정도소를 올려 한양천도론을 강력히 주장하여 개경 복귀후 태조에게 소를 올려 한양 천도에 이론적 근거를 제공하였다.
황희, 맹사성과 함께 선초3청으로 불리는 조선세종기 명재상으로 청백리이다. 동대문구에 그의 호인 하정로가 있다.

## 사후
시호는 문간(文簡)이다. 1669년(현종 10) 정계서원(程溪書院)에 배향(配享)되었으나, 이 서원은 1871년(고종 8) 훼철(毁撤)되었다. 서울특별시 동대문구에는 류관을 기려 명명한 하정로(夏亭路)와 비우당교(庇雨堂橋)가 있다.
《류관 선생 묘》는 경기도 양평군 강하면 동오리에 있다. 1981년 7월 16일 경기도의 기념물 제62호로 지정되었다.

## 성품
성품이 소탈하고 청렴결백하여 사후 청백리에 기록되었고, 평생 학문에 힘써 경전과 역사에 밝고 시문(詩文)을 잘 하였다.

## 저작
저서로는 《하정집》(夏亭集)과 《하정유집》(夏亭遺集)이 있다. 오늘날 수도 서울이 있게 한 ‘태조조 논무악 정도소’는 한양 천도 상소문으로, 탁월한 입지로 수도를 개경에서 한양으로 옮겨야 하다는 내용이다.

## 일화
류관은 청백리로 소문난 인물이었는데 베옷과 짚신으로 검소하게 살았고 음식은 밥과 국, 나물이면 족하게 여겼으며 귀한 손님에게도 탁주 한 사발과 소금으로 저린 콩, 무쪽으로 대접을 했다. 높은 벼슬에 있음에도 동대문 밖에서 담장 하나 없는 초가집에 살았다. 한 달이 넘도록 장맛비가 쏟아져 천장이 새어 방안으로 비가 쏟아지자 류관은 태연하게 우산을 받쳐들고 비를 피했다. 그리고 부인에게 "우산이 없는 집은 비를 어떻게 버티겠소?" 하고 걱정을 했다. 이 집을 우산정(雨傘亭) 또는 우산각(雨傘閣)이었는데, 뒤에 외6대손 이수광(李睟光)이 비우당(庇雨堂)이라고 하였다.

## 가족 관계
- 증조 - 류성비(柳成庇) : 좌우위상장군(左右衛上將軍)
  - 조부 - 류식(柳湜) : 도첨의평리(都僉議評理)·상호군(上護軍)
    - 아버지 - 류안택(柳安澤) : 초명(初名) 류안택(柳安宅), 삼사판관(三司判官), 증(贈) 좌의정(左議政)
    - 어머니 - 동래정씨(東萊鄭氏)
      - 형 - 류림(柳臨) : 전농시정(典農寺正), 류사눌(柳思訥, 1375년 ~ 1440년)의 아버지
      - 부인 - 안씨(安氏)
        - 장남 - 류맹문(柳孟聞) : 동지중추원사(同知中樞院事)
        - 차남 - 류중문(柳仲聞) : 대호군(大護軍)
        - 삼남 - 류계문(柳季聞, 1383년 ~ 1445년) : 개성부유수(開城府留守), 안숙공(安肅公)
        - 사남 - 류이문(柳異聞) : 만호(萬戶)

## 참고 문헌
1. 1 2  이수광, 《조선의 마에스트로 대왕 세종》 샘터사, 2008, p.167, ISBN 9788946417113
2. ↑  윤재근, 《노자 1 왜 약한 것이 강한 것을 이기는가》 나들목, 2003, p.145, ISBN 9788990517128
3. ↑  이순형, 《조선의 어머니 탈무드가 묻다》 루덴스, 2008, p.248~249, ISBN 9788993473056

- 문화재청. “방안에서 우산 쓰는 정승, 하정 유관”. 《문화재사랑》 (93). 2013년 1월 28일에 확인함.

## 같이 보기
- 하정로